# Mechitar von Sebasteia

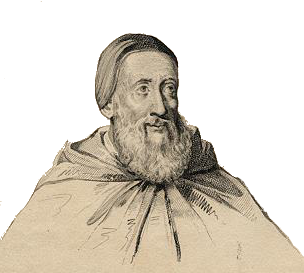
Mechitar von Sebasteia

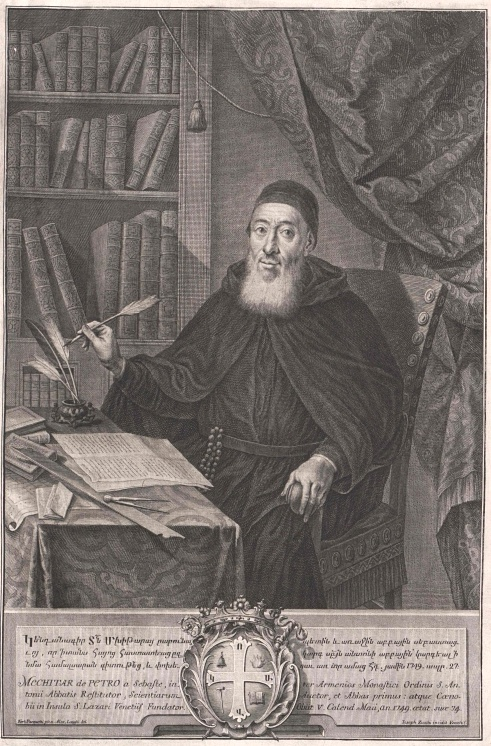
Stich um 1760

Mechitar von Sebasteia (auch: Mekhitar; * 7. Februar 1676 in Sebasteia; † 27. April 1749 auf der Insel San Lazzaro bei Venedig) war ein armenisch-apostolischer, später armenisch-katholischer Geistlicher und Ordensgründer.
Manuk (Taufname) nahm bei seinem Eintritt in das Kloster Surb Nšan (Heilig-Kreuz) den Mönchsnamen Mechitar an, der auf Armenisch „Tröster“ bedeutet (Epitheton des Heiligen Geistes). Er gründete 1701 in Konstantinopel, heute Istanbul, die armenisch-katholische Kongregation der später nach ihm benannten Mechitaristen. 1711 wurde sie von Papst Clemens XI. anerkannt, 1717 fanden die Mechitaristen eine Heimat auf der Insel San Lazzaro bei Venedig.
Mechitar und seine Ordensbrüder wirkten als bedeutende Übersetzer, Grammatiker und Sprachforscher und legten mit die Grundlagen für eine neue Blüte armenischer Gelehrsamkeit im 18. und 19. Jahrhundert.